# Грипенберг, Александра
Баронесса Александра Грипенберг (фин. Aleksandra Gripenberg, изначально Alexandra Gripenberg, 1857—1913) — финский политик, общественная деятельница, писательница (автор многочисленных рассказов и путевых заметок, позже — публицистических произведений); редактор различных периодических изданий. Была представителем известного с XVII века дворянского рода Грипенбергов, имевшего шведское происхождение.
Самая известная финская феминистка своего времени, причём её известность выходила далеко за пределы Финляндии. В течение многих лет возглавляла Ассоциацию финских женщин (1889—1904 и 1909—1913). Участник первых всеобщих парламентских выборов в Финляндии, член финского парламента (1907—1909).

## Биография

### Детство и юность
Александра Грипенберг родилась 30 августа 1857 года в Великом княжестве Финляндском, в общине Куркийоки в Северном Приладожье (сейчас — Куркиёкское сельское поселение Лахденпохского района Республики Карелия в составе России). Её отцом был помещик и сенатор барон Юхан Ульрик Себастиан Грипенберг (1795—1869), в общей сложности у него было 17 детей в двух браках. Мать Александры Грипенберг, Мария Ловиса Орнберг (1817—1880), с 1842 года была второй женой барона, до брака она работала горничной. Александра была 16-м по возрасту ребёнком в семье — и единственной из всех детей, кто получил исключительно домашнее образование. На время её детства и юности пришёлся психологически тяжёлый период болезней и последних лет жизни её отца, одной из сестёр, бабушки со стороны матери, а немного позже — и самой матери. Её бескомпромиссную религиозность, которую она пронесёт через всю свою жизнь, в значительной степени можно объяснить этим замкнутым пространством, наполненным больными и старыми людьми, в котором она жила столько лет. Как она писала позже, неудивительно, что в условиях такой «духовной пустыни» её меланхолия, которая и от природы была достаточно сильной, взяла верх над всеми остальными чувствами. Ей, однако, удалось найти выход для своего одиночества — в литературном творчестве.

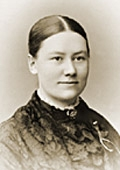
Александра Грипенберг в молодости

В возрасте 14 лет Александра написала свой первый рассказ, который был прочитан писателем Сакариасом Топелиусом. Он одобрил её занятия литературой — и через шесть лет, в 1878 году, она опубликовала (под псевдонимом) сборник Berättelser («Короткие рассказы»). В 1880-х годах Грипенберг начала жить самостоятельно, продолжала писать литературные тексты. Два года она жила в доме Сакариаса Топелиуса, работая его секретарём. В эти годы она опубликовала (под псевдонимом) два произведения — Strån («Травинки», «Соломинки», 1884) и I tätnande led. В этих работах чувствуется сильное влияние Топелиуса — Грипенберг писала о женщинах, ориентируясь на идеалы нравственности и воздержания от алкоголя, а также поднимая вопросы развития финского национального самосознания. К середине 1880-х годов относится и начало редакторской деятельности Грипенберг, которой она в большей или меньшей степени будет заниматься до конца своей жизни: в 1885—1889 годах она была редактором детского журнала на шведском языке Nya Trollsländan («Новая стрекоза»), одновременно с этим, в 1887—1888 годах, — редактором детского журнала на финском языке Sirkka («Сверчок»).
В 1887 году Грипенберг уехала в Англию, планируя заниматься большей частью литературными делами, однако эта поездка в корне поменяла её планы. Из Англии она уехала в США, где в начале 1888 года как раз проходило учредительное собрание Международного совета женщин. Там она познакомилась со многими представительницами женского движения и решила посвятить свою жизнь пробуждению и просвещению женщин Финляндии, отказавшись от своих литературных мечтаний.

### Общественная и политическая деятельность
В 1889 году она возглавила Ассоциацию финских женщин — некоммерческую организацию, выступавшую за предоставление женщинам тех же прав, что и мужчинам, в области образования и социального обеспечения. В том же 1889 году был учреждён журнал этой организации Koti ja Yhteiskunta («Дом и общество»), Грипенберг стала его бессменным редактором до 1911 года. В отношении прав женщин в области политики Ассоциация занимала двойственную позицию: с одной стороны, она выступала за предоставление женщинам права избирать и быть избранными, но, одновременно, выступала против всеобщего избирательного права, утверждая, что женщины, принадлежащие к низшим классам, невежественны и склонны к порокам, а потому не должны действовать самостоятельно: ими должны руководить морально их превосходящие «сёстры из высших слоёв». Политика Ассоциация в отношении избирательного права сводилась к тому, что лишь те лица должны иметь избирательное право, которые соответствуют определённым имущественным требованиям, но эти требования для мужчин и женщин должны быть одинаковыми.

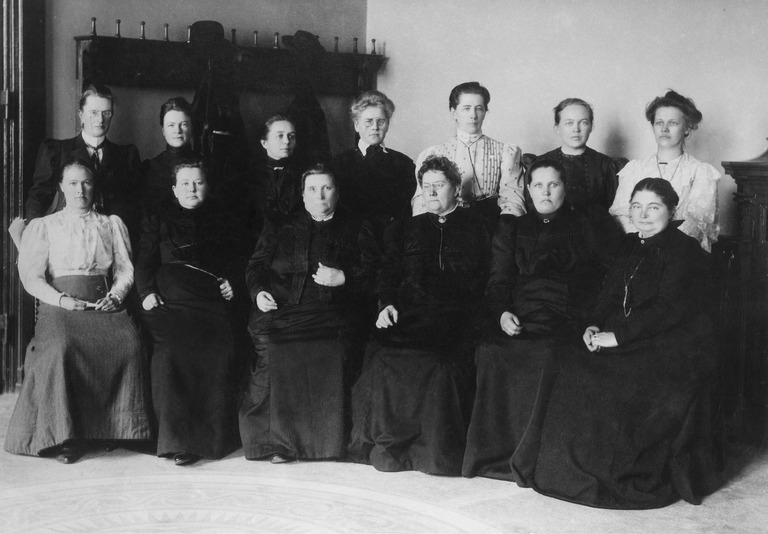
Александра Грипенберг (четвёртая слева в первом ряду) вместе с другими женщинами-депутатами после первых всеобщих парламентских выборов (1907)

Во главе Ассоциации она оставалась до 1904 года, после чего отказалась от своего поста, чтобы сосредоточиться на политической деятельности. В 1906 году финляндский сейм принял решение об упразднении в Финляндии сословного представительства и введении всеобщего и равного избирательного права. Грипенберг отреагировала на новость о получении женщинами права баллотироваться в парламент скептически: она говорила, что предоставление этого права является несвоевременным, что «мы [женщины] не готовы». То, как себя проявят женщины в финском парламенте, может существенным образом повлиять на сроки предоставления права голоса женщинам в США и Великобритании, считала она, — и это было ещё одним её аргументом против права всех женщин становиться кандидатами в депутаты. Несмотря на такие заявления, сама она приняла участие в первых всеобщих выборах и была избрана депутатом эдускунты — финского парламента, заменившего сословный сейм, — от Южного избирательного округа Або-Бьёрнеборгской губернии (сейчас — избирательный округ Варсинайс-Суоми). Всего в 200-местный парламент было избрано 19 представителей женского пола, при этом среди женщин-депутатов по числу голосов избирателей Грипенберг была на втором место после Хильи Пярссинен, председателя Финского социал-демократического женского союза. Результатами выборов Грипенберг была недовольна: публично сетовала, что среди депутатов-женщин так много бывших служанок, швей и фабричных работниц; их избрание она называла «ужасным конфузом».

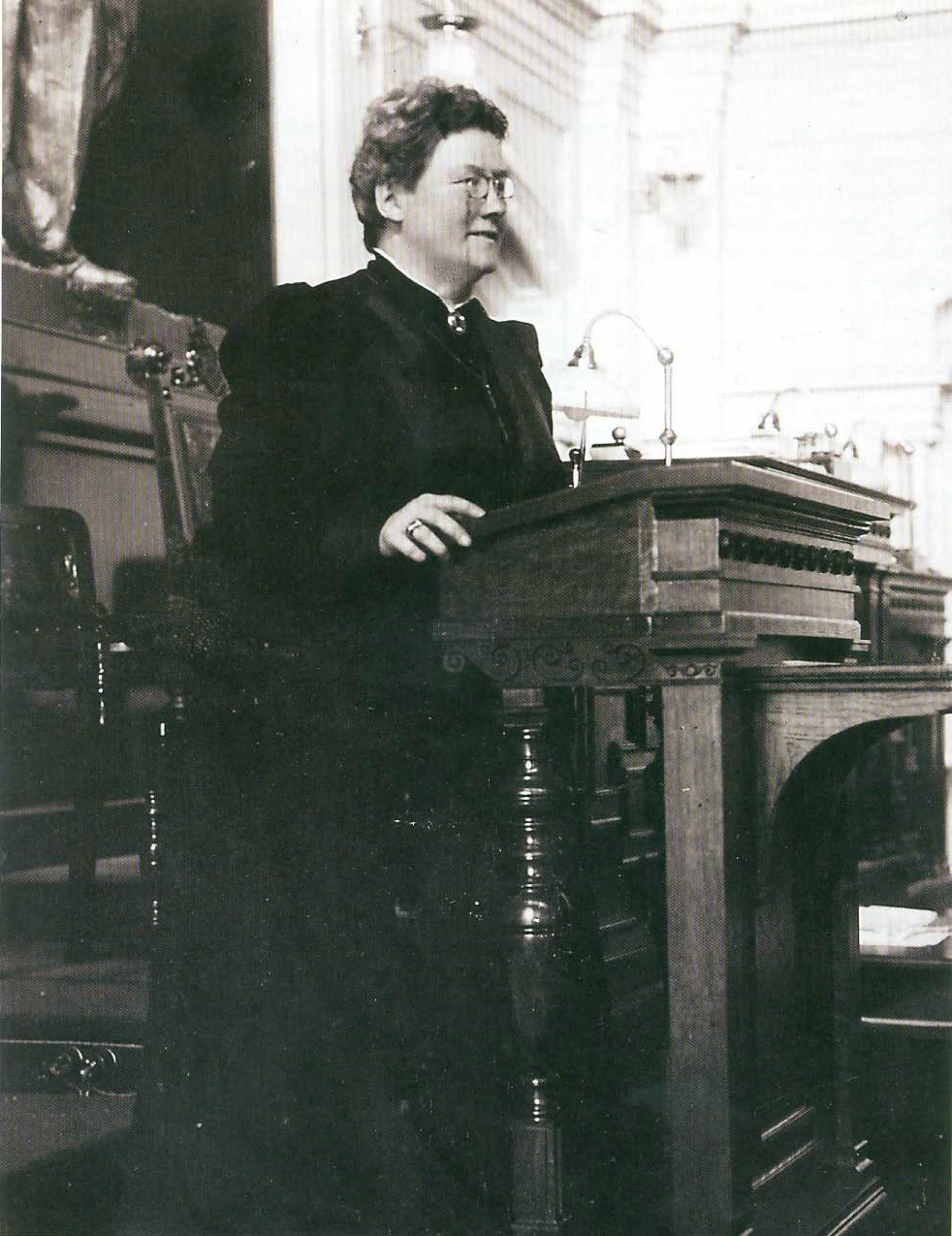
Александра Грипенберг выступает на заседании финского парламента (ок. 1907)

С момента избрания в парламент состояла в парламентской группе Финской партии и пользовалась в ней большим уважением, будучи членом партийной комиссии и председателем женского комитета партии. На вторых всеобщих выборах в 1908 году она снова была избрана депутатом эдускунты от того же округа. В общей сложности она была депутатом парламента два года — с 22 мая 1907 года по 31 мая 1909 года.
Её адаптация к работе в парламенте прошла достаточно просто, женщины из Финской партии под её руководством работали как единый коллектив, занимались подготовкой законопроектов о положении женщин и детей, о сухом законе, выступали в парламенте на различные актуальные темы, но парламентская работа, вместе с тем, действовала на Грипенберг угнетающе: ей не нравилось, что депутаты-мужчины смотрят на депутатов-женщин свысока, а карикатуристы регулярно публикуют в газетах обидные рисунки с её изображением, её раздражали шутки финноязычных выступающих относительно неправильного финского языке шведоязычных депутатов (к которым относилась и она), — и в целом все дела в парламенте делались, по её мнению, очень «патриархально»; однажды она сказала, повторив слова из Псалтыри, что чувствует себя в парламенте «одиноко, как пеликан в пустыне».
В 1909 году она по состоянию здоровья не стала участвовать в парламентских выборах и вернулась к руководству Ассоциации финских женщин. Кроме того, когда в 1911 году был создан (как отделение Международного совета женщин) Финский женский национальный союз, объединивший различные финские женские организации, его председателем была избрана Александра Грипенберг. Общественной работой она занималась до последних дней своей жизни. Умерла в Хельсинки 24 декабря 1913 года в возрасте 56 лет.

## Семья
Александра Грипенберг никогда не имела детей и не была замужем. Некоторые из её братьев и сестёр стали весьма известными людьми: сестра Мария Фурухьельм (1846—1916) была деятелем народного просвещения и писательницей, брат Одерт Себастиан Грипенберг (1850—1925) — архитектором, сенатором и банкиром. Его дочь (племянница Александры Грипенберг) Мария Маргарита (Мэгги) Грипенберг (1881—1976) была балериной, художницей и киноактрисой.

## Комментарии
1. ↑  См. Псалтырь : Псалом 101 (Пс 101:7)